# Elizabeth Sackville, Duquesa de Dorset

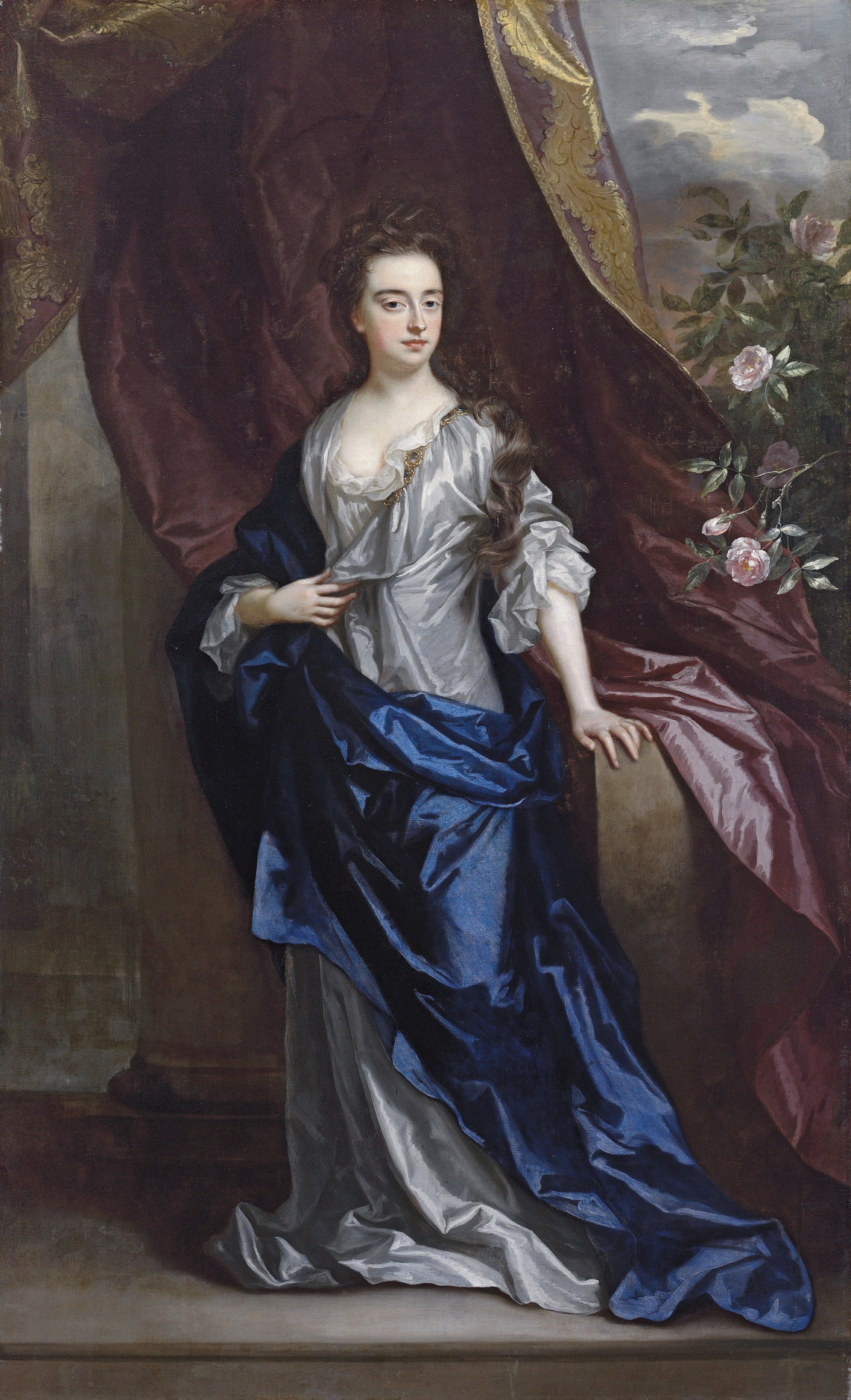
Retrato de Godfrey Kneller

Elizabeth Sackville, Duquesa de Dorset (nascida Elizabeth Colyear; m. 12 de junho de 1768), era um membro da corte britânica, e esposa de Lionel Sackville, 1° Duque de Dorset .

## Família
Era filha do tenente-general Walter Colyear (irmão do Conde de Portmore).

## Biografia
Em 1703, com catorze anos, Elizabeth chegou à corte como Dama de honor da Rainha Ana, uma posição que herdou da sua tia Catherine Sedley, Condessa de Dorchester.
Casou-se com Lionel Sackville em janeiro de 1709, mas o casamento não foi tornado público até a duquesa engravidar.  O casal teve ao todo cinco filhos:
- Charles Sackville, 2.° Duque de Dorset (1711-1769)
- John Sackville, pai do terceiro duque )
- George Sackville, 1.° Visconde Sackville;
- Elizabeth Thynne, Viscondessa Weymouth (m. 19 de junho de 1729), casou-se com Thomas Thynne, 2º Visconde de Weymouth
- Caroline Damer, casou-se com Joseph Damer, 1.° Conde de Dorchester.

Entre 1714 e 1737, foi Dama do quarto de dormir de Carolina de Ansbach , esposa do rei Jorge II da Grã-Bretanha .  De 1723 a 1731 foi Mistress of the Robe de Carolina, um título que só podia ser ocupado por uma duquesa.  Os preparativos para a coroação de Carolina em 1727 foram, no entanto, realizados por um subordinado experiente.